# Élie Lescot
Antoine Louis Léocardie Élie Lescot (ur. 9 grudnia 1883, zm. 20 października 1974) – haitański polityk i prawnik, minister oświaty i rolnictwa, zaś w rządzie Stenio Vincenta - minister sprawiedliwości i spraw wewnętrznych. Ambasador w Stanach Zjednoczonych od 1937 do 1941, także ambasador w Dominikanie. Po ustąpieniu Vincenta objął 15 maja 1941 urząd prezydenta. Naciski społeczne zmusiły go do ustąpienia w dniu 11 stycznia 1946.